# Fazilet Hanım ve Kızları
Fazilet Hanım ve Kızları (en español: La Señora Fazilet y sus hijas) es una serie de televisión turca de 2017, producida por Avşar Film y emitida por Star TV.

## Trama
El único sueño de Fazilet era hacerse rica, pero a su edad todavía no lo ha conseguido. Después de la muerte de su marido ha pasado grandes dificultades junto a sus dos hijas. Su mayor apoyo es su hija menor, Ece. Su hija mayor, Hazan, que ha sufrido mucho con la ausencia de su padre, tiene una mala relación con su madre y odia su afición por la belleza y el dinero. Un día Fazilet se encontrará con la rica y respetada familia Egemen, donde verá una oportunidad de realizar su anhelado sueño y terminar su promesa pero no será tan fácil.

## Reparto
- Nazan Kesal como Fazilet Çamkıran.
- Deniz Baysal como Hazan Çamkıran Egemen.
- Mahir Günşıray como Hazım Egemen.
- Çağlar Ertuğrul como Yağız Egemen / Mehmet Yıldız.
- Alp Navruz como Sinan Egemen.
- Afra Saraçoğlu como Ece Çamkıran Egemen.
- Tolga Güleç como Gökhan Egemen.
- Hazal Türesan como Yasemin Egemen / Cemile.
- İpek Karapınar como Meltem.
- Sertan Erkaçan como Mehmet.
- Gürkan Tavukçuoğlu como Ayhan.
- Gizem Yıldırım como Elif.
- Bülent Onur como Serkan.
- Sevinç Erol como Şükriye Demirkol.
- Süreyya Gürsel Evren como Ekrem.
- Ahmet Kaan Gezer como Oğuz.
- Caner Kadir Gezener como Tarık Koray.
- Dila Eslem Solak como Esma.
- Emine Umar como Saliha.
- Gizem Özekşi como Betül.
- Demet Genç como Binnaz.
- Sümeyra Koç como Mehtap.
- Gülçin Güvenç como Leyla.
- İzim Turan como Sevda.
- Ömrüm Nur Çamçakallı como Ömrüm.
- Eser Karabil como Mert / Kudret.
- Kader Arzu Pesen como Narin.
- Esra Ergün como Gülten.
- Leyla Üner Ermaya como Lale.
- Zerrin Nişancı como Sevinç Egemen.
- Gülsen Tuncer como Güzide.

## Temporadas
| Temporada | Temporada | Episodios | Rango de episodios | Emisión original         | Emisión original    |
| Temporada | Temporada | Episodios | Rango de episodios | Inicio                   | Final               |
| --------- | --------- | --------- | ------------------ | ------------------------ | ------------------- |
|           | 1         | 13        | 1 - 13             | 25 de marzo de 2017      | 17 de junio de 2017 |
|           | 2         | 37        | 14 - 50            | 16 de septiembre de 2017 | 9 de junio de 2018  |

## Emisión Internacional
| País                 | Cadena de Televisión                  | Año        |
| -------------------- | ------------------------------------- | ---------- |
| Liga Árabe           | OSN                                   | 2017       |
| Albania              | Jolly                                 | 2017       |
| Serbia               | RTV Pink                              | 2017       |
| Rumania              | Pro 2                                 | 2017       |
| Georgia              | Rustavi 2                             | 2017       |
| Colombia             | Canal 1                               | 2017, 2020 |
| Grecia               | ANT1                                  | 2017       |
| Chile                | Chilevisión                           | 2018       |
| Macedonia del Norte  | Sitel Televisión                      | 2018       |
| Bulgaria             | Diema Family                          | 2018       |
| Kazajistán           | KazakhTV                              | 2018       |
| Paraguay             | Telefuturo                            | 2018       |
| Puerto Rico          | WAPA-TV                               | 2018, 2020 |
| Bosnia y Herzegovina | Diema Family                          | 2018       |
| Eslovenia            | POP TV                                | 2018       |
| Croacia              | NOVA TV                               | 2018       |
| Estados Unidos       | Pasiones                              | 2019       |
| Ecuador              | TC Televisión                         | 2019       |
| España               | Nova                                  | 2019       |
| Costa Rica           | Teletica                              | 2019       |
| Honduras             | Canal 11                              | 2019       |
| Túnez                | Nessma                                | 2019       |
| Marruecos            | 2M TV                                 | 2019       |
| Costa Rica           | Teletica                              | 2020       |
| República Dominicana | Color Visión                          | 2020       |
| México               | Imagen Televisión                     | 2020       |
| Panamá               | Telemetro                             | 2020       |
| Líbano               | Al-Jadeed TV                          | 2020       |
| Angola               | TV Zimbo                              | 2021       |
| Perú                 | Latina Televisión                     | 2023       |
| Hungría              | TV2 (estreno), Izaura TV (repetición) | 2022       |
| Bolivia              | Red Uno                               | 2022, 2024 |
| Venezuela            | Avila TV                              | 2025       |